# Erkki Pukka
Erkki Pukka ist ein ehemaliger finnischer Skispringer.

## Werdegang
Pukka, der für den Verein Lahden Hiihtoseura aus Lahti startete, trat erstmals bei der Vierschanzentournee 1964/65 international in Erscheinung. Dabei überraschte er nach einem eher enttäuschenden 39. Platz in Oberstdorf mit dem Sieg beim Neujahrsspringen in Garmisch-Partenkirchen. In Innsbruck verpasste er als Vierter seinen zweiten Podestplatz. Nachdem er in Bischofshofen nicht an den Start ging, landete er am Ende auf dem siebenten Rang der Tournee-Gesamtwertung. Bei der Nordischen Skiweltmeisterschaft 1966 in Oslo erreichte er im Einzel von der Normalschanze den 59. Platz. Nach zwei Jahren Tournee-Pause trat er erneut bei der Vierschanzentournee 1966/67 an, konnte aber an die Erfolge von 1964/65 nicht mehr anknüpfen. Bester Platz war ein 27. Rang in Oberstdorf. Am Ende erreichte er Rang 42 der Gesamtwertung.